# Boys & Brutes
Boys & Brutes è il titolo di un album musicale del gruppo Grand Island, pubblicato nel 2009.

## Tracce
1. Ass and Disco
2. I Am the Horizon
3. Behemoth
4. Wish It Was Summer Always
5. Razorblades and Celebrations
6. The Flux of History
7. Love in Decay
8. Butcher's Paper
9. Love Is a Traitor
10. Please Consider
11. Death and Dying (the Twilight of Our Demise)